# Giovanni Starita
Giovanni Starita (ur. 23 marca 1926 w Rzymie, zm. 2 marca 2019) – włoski polityk, działacz związkowy i samorządowiec, w 1976 p.o. burmistrza Rzymu, poseł do Parlamentu Europejskiego II kadencji.

## Życiorys
Zaangażował się w działalność polityczną w ramach Chrześcijańskiej Demokracji. Należał do partyjnej młodzieżówki Movimento Giovanile della Democrazia Cristiana, był jej wiceprzewodniczącym w Rzymie i członkiem władz krajowych. Działał we Włoskiej Konfederacji Pracowniczych Związków Zawodowych, kierował w niej sekcją pracowników bankowych; należał też do egzekutywy międzynarodowej centrali związkowej FIET. Był członkiem rad nadzorczych spółek komunalnych.
W latach 1971–1984 zasiadał w radzie miejskiej Rzymu. Od 1971 do 1976 sprawował w niej funkcję asesora, zaś od 1979 lidera frakcji DC. Od 6 marca do 9 sierpnia 1976 pełnił funkcję tymczasowego burmistrza Rzymu po dymisji Clelio Daridy. Od 1979 należał też do władz krajowego związku gmin.
W 1984 wybrano go posłem do Parlamentu Europejskiego, przystąpił do Europejskiej Partii Ludowej. Został wiceprzewodniczącym Komisji ds. Transportu i Turystyki (1987–1989), należał też m.in. do Komisji ds. Gospodarczych i Walutowych oraz Polityki Przemysłowej, a także Delegacji ds. stosunków z państwami Ameryki Środkowej i Grupy Contadora.